# Lago di Pergusa
Der Lago di Pergusa ist der einzige größere natürliche See im Landesinneren von Sizilien. Er liegt bei Pergusa, einem ca. 5 km südlich von Enna gelegenen Ortsteil dieser Stadt, auf einer Höhe von 670 m über dem Meeresspiegel.

## Beschreibung
Der Lago di Pergusa ist tektonischen Ursprungs und annähernd kreisförmig. Er hat eine Fläche von etwa 1,8 km² und eine maximale Tiefe von etwa 12 m.
Um den See herum wurde 1961 eine etwa 5 km lange Autorennbahn errichtet, der Autodromo di Pergusa. 
Aufgrund der reichhaltigen Tierwelt, besonders der am See rastenden Zugvögel, wurde das Gebiet um den See herum 1991 zum Naturreservat erklärt, dem Riserva Naturale Lago di Pergusa.
Mangels Niederschlag ist der See im Juli 2024 nahezu vollständig ausgetrocknet.

## Mythologie
Am Lago di Pergusa fand Ovid zufolge der Raub der Proserpina statt:
Mit tiefgehender Flut liegt nahe den Mauern von Henna,
Pergus genannt, ein See. Mehr Sänge von Schwänen als dieser
Hört selbst nicht in dem Strom hingleitender Wellen Caystros.
Rings das Ufer entlang kränzt Wald die Gewässer und wehret
Phöbus' glühendem Stich mit dem Laub, wie mit schützendem Vorhang.
Kühlung beut das Gezweig, und die Au nährt tyrische Blumen.
Ständiger Frühling herrscht. …